# Monty Mack
Monty Marcus Mack (Derby, 20 settembre 1977) è un ex cestista statunitense, professionista in Europa.

## Palmarès

### Squadra
- Campionato ceco: 2

ČEZ Nymburk: 2006-07, 2007-08
- Coppa della Repubblica Ceca: 2

ČEZ Nymburk: 2007, 2008

### Individuale
- Guardia di Legadue dell'anno: 2003
- All-Star Repubblica Ceca: 2007